# Alter ego
La locució llatina alter ego (a vegades adaptada gràficament en català com a àlter ego) pot ser entesa literalment com 'un altre jo', és a dir, una altra personalitat d'una mateixa persona. També és una manera de definir algú en qui es té una absoluta confiança. El terme s'utilitza habitualment en anàlisi literària per a indicar una identitat secreta d'algun personatge o per a qualificar un personatge que s'identifica amb el mateix autor, generalment de manera no explícita. També s'utilitza entre els personatges per a designar al millor amic de l'altre.
En el camp de la psicologia, l'alter ego és el "jo" inconscient.

## Alter egosde ficció
- Batman és l'alter ego de Bruce Wayne
- Henry Chinaski és l'alter ego de Carles Bukowski
- Hulk és l'alter ego de Bruce Banner
- Mr. Hyde és l'alter ego del Dr. Jekyll
- Superman és l'alter ego de Clark Kent
- Agahnim és l'alter ego de Ganon a The Legend of Zelda
- Heisenberg és l'alter ego de Walter Whyte a Breaking Bad